# Bill Henry (film)
Bill Henry er en amerikansk stumfilm fra 1919 af Jerome Storm.

## Medvirkende
| Skuespiller        | Rolle              |
| ------------------ | ------------------ |
| Charles Ray        | Bill Henry Jenkins |
| Edith Roberts      | Lela Mason         |
| William A. Carroll | Burton Rogers      |
| Bert Woodruff      | Chet Jenkins       |
| Jennie Lee         | Martha Jenkins     |
| Walter Perkins     | E.J. Burroughs     |
| Walter Hiers       |                    |
| Frederick Moore    |                    |